# Письма Плиния Младшего
Пи́сьма (лат. Epistulae) Пли́ния Мла́дшего — коллекция личных посланий, отправленных древнеримским политическим деятелем I века своим друзьям. Письма являются уникальным свидетельством относительно событий римской политической истории и повседневной жизни. Помимо прочего, в них приводится описание извержения Везувия в августе 79 года, в ходе которого погиб дядя эпистолографа, Плиний Старший (VI.16, VI.20). Датируемое 112 годом письмо императору Траяну включает самое раннее упоминание христиан (X.96). Как правило, в сборнике выделяют две части: книги с I по IX, в которую входят предназначавшиеся для публикации письма друзьям, и не предназначавшуюся для публикации переписку с Траяном, имевшую место в период губернаторства Плиния в провинции Вифиния и Понт. Среди известных корреспондентов Плиния — поэт Марциал, историк Тацит и автор жизнеописаний Светоний.

## Датировка
Хронология создания писем является предметом длительных научных споров. Ещё в середине XIX века Теодор Моммзен обратил внимание, что достоверно датируемые письма в каждой книге находятся в достаточно узком диапазоне, а сами книги расположены в хронологическом порядке. Соответственно этому, немецкий историк предложил схему, по которой книги датируются периодом между самым ранним и самым поздним датируемым письмом данной книги, а обнародование происходило вскоре после написания её последнего письма. Одновременно с этим Моммзен допускал возможно совместной публикации некоторых книг, как минимум, двух первых, и двух последних. В 1881 году Юлиус Асбах выдвинул общую гипотезу о публикации книг группами, предложив такую группировку: 1—3, 4, 5—6, 7—9. В середине XX века в работах английских историков Рональда Сайма и Эдриана Шервин-Уайта подход Моммзена и Асбаха был усложнён. Шервин-Уайт предположил, что в основе компоновке книг частной корреспонденции Плиний придерживался принципа баланса и разнообразия. Таким образом, отдельные удачные письма, хронологически относящиеся к более ранней книге, могли быть включены по таким соображениям в более позднюю.
Вопрос об абсолютной хронологии книг, особенно последних, затрудняется отсутствием информации о точной дате, когда Плиний отправился в Вифинию. В 1985 году Сайм привёл новые аргументы в пользу 108 или начала 109 года как terminus post quem двух последних книг. Не меньшие трудности с датировкой первых. Согласно Сайму, письма книги I относятся к 97 или 98 году, однако некоторые из писем содержат возможные аллюзии на «Диалог об ораторах» Тацита, который различными исследователями датируется в широком диапазоне от 77 до 107 года.

## Публикация и изучение
«Письма» дошли до нашего времени в богатой рукописной традиции, в которой выделяют три формы: из восьми книг (1—7, 9), из девяти книг (1—9) и из десяти, включая письма к Траяну. Традиционный тезис о том, что десятая книга была составлена после смерти Плиния в настоящее время оспаривается на основании отмечаемого рядом исследователей её стилистического единства с частными письмами.
Editio princeps «Писем» осуществил в 1471 году Людовико Карбоне, однако оно включало только книги I—VII и IX, всего 122 письма из 375. В римском издании 1490 года — 238 писем в девяти книгах. Десятая книга была обнаружена Джованни Джокондо между 1495 и 1500 годами в аббатстве Сен-Виктор под Парижем. Джокондо сделал копию, но незадолго до этого другой итальянец, Пьетро Леандро, привез из Франции другую частичную копию и передал её Джироламо Аванци который напечатал новые 46 писем в Вероне в 1502 году. Полное издание выпустил только Альд Мануций в Венеции в 1502 году по копии, которую передал ему Джокондо вместе с другими рукописями Плиния.

## Издания
- Письма Плиния Младшего. Книги I—X / М. Е. Сергеенко, А. И. Доватур. — 2-е переработанное. — М. : Наука, 1982. — 405 с.
- Pliny the Younger. Complete Letters / A new translation by P. G. Walsh. — Oxford University Press, 2006. — 432 p. — ISBN 978–0–19–280658–1.